# FON
FON (FON Wireless Ltd.) — іспанська компанія що займається мережею WiFi точок доступу до інтернету.
Учасники мережі (яких називаюсь «Foneros») дозволяють іншим людям користуватись їх інтернет-з'єднанням використовуючи спеціальне відносно дешеве WiFi обладнання (яке називають «Fonera»). Для не-учасників (яких називаюсь «Aliens», чужинці) доступ може надаватись безкоштовно або за плату, але самі учасники користуються доступом до інтернету безкоштовно через точки доступу FON по всьому світу.
В Україні роутери FON можна придбати в ПриватБанку.